# Isländische Fußballmeisterschaft 1968
Die isländische Fußballmeisterschaft 1968 war die 57. Spielzeit der höchsten isländischen Fußballliga. Die Saison begann am 25. Mai 1968 und endete am 26. August 1968.
Es nahmen sechs Teams am Bewerb teil, in dem sie in einer einfachen Hin- und Rückrunde je zweimal aufeinander tragen. KR Reykjavík gewann den 20. Titel in der Vereinsgeschichte. Nach diesem fünften Triumph innerhalb von nur zehn Jahren sollte es 31 Jahre bis zur nächsten gewonnenen Meisterschaft 1999 dauern.
Aufgrund des Beschlusses, die Liga in der Saison 1969 mit sieben, und ab 1970 mit acht Mannschaften durchzuführen, stieg der letztplatzierte ÍB Keflavík nicht direkt in die 2. deild karla ab, sondern bestritt mit den beiden besten Teams der zweiten Liga ein Relegationsturnier, dessen beide beste Teams in für die 1. Liga antrittsberechtigt waren.

## Tabelle
| Pl. | Verein               | Sp. | S | U | N | Tore    | Quote | Punkte |
| --- | -------------------- | --- | - | - | - | ------- | ----- | ------ |
| 1.  | KR Reykjavík (P)     | 10  | 6 | 3 | 1 | 027:160 | 1,69  | 15:50  |
| 2.  | Fram Reykjavík       | 10  | 4 | 4 | 2 | 017:150 | 1,13  | 12:80  |
| 3.  | ÍBA Akureyri         | 10  | 3 | 4 | 3 | 017:140 | 1,21  | 10:10  |
| 4.  | Valur Reykjavík (M)  | 10  | 3 | 4 | 3 | 018:150 | 1,20  | 10:10  |
| 5.  | ÍB Vestmannaeyja (N) | 10  | 4 | 1 | 5 | 016:210 | 0,76  | 09:11  |
| 6.  | ÍB Keflavík          | 10  | 0 | 4 | 6 | 005:190 | 0,26  | 04:16  |

| (M) | amtierender isländischer Meister     |
| (P) | amtierender isländischer Pokalsieger |
| (N) | Neuaufsteiger                        |

### Kreuztabelle
Die Kreuztabelle stellt die Ergebnisse aller Spiele dieser Saison dar. Die Heimmannschaft ist in der ersten Spalte aufgelistet, die Gastmannschaft in der obersten Reihe. Die Ergebnisse sind immer aus Sicht der Heimmannschaft angegeben.
| 1968             | Fram Reykjavík | ÍBA Akureyri | ÍB Vestmannaeyja | ÍB Keflavík | KR Reykjavík | VAL |
| Fram Reykjavík   |                | 1:1          | 0:0              | 2:1         | 2:2          | 2:0 |
| ÍBA Akureyri     | 1:2            |              | 3:0              | 1:1         | 2:3          | 2:2 |
| ÍB Vestmannaeyja | 2:4            | 4:2          |                  | 2:0         | 0:3          | 3:1 |
| ÍB Keflavík      | 1:1            | 0:1          | 0:1              |             | 2:2          | 0:3 |
| KR Reykjavík     | 3:1            | 0:3          | 4:3              | 6:0         |              | 2:1 |
| Valur Reykjavík  | 4:2            | 1:1          | 4:1              | 0:0         | 2:2          |     |

## Relegationsturnier
| Pl. | Verein               | Sp. | S | U | N | Tore    | Diff. | Punkte |
| --- | -------------------- | --- | - | - | - | ------- | ----- | ------ |
| 1.  | ÍA Akranes           | 2   | 1 | 1 | 0 | 002:100 | +1    | 03:10  |
| 2.  | ÍB Keflavík          | 2   | 1 | 0 | 1 | 007:200 | +5    | 02:20  |
| 3.  | Haukar Hafnarfjörður | 2   | 0 | 1 | 1 | 002:800 | −6    | 01:30  |

ÍA Akranes stieg als Relegationssieger auf, Keflavík ÍF verblieb als Zweiter in der höchsten Spielklasse.

### Kreuztabelle
Die Kreuztabelle stellt die Ergebnisse aller Spiele des Relegationsturniers dar. Die Heimmannschaft ist in der ersten Spalte aufgelistet, die Gastmannschaft in der obersten Reihe. Die Ergebnisse sind immer aus Sicht der Heimmannschaft angegeben.
|                      | ÍB Keflavík | ÍA Akranes | Haukar Hafnarfjörður |
| ÍB Keflavík          |             | –          | 7:1                  |
| ÍA Akranes           | 1:0         |            | –                    |
| Haukar Hafnarfjörður | –           | 1:1        |                      |

## Torschützen
Die folgende Tabelle gibt die besten Torschützen der Saison wieder.
| Rang | Tore | Spieler            | Verein          |
| ---- | ---- | ------------------ | --------------- |
| 1.   | 8    | Olafur Larusson    | KR Reykjavík    |
| 1.   | 8    | Kári Árnason       | ÍBA Akureyri    |
| 1.   | 8    | Helgi Numason      | Fram Reykjavík  |
| 1.   | 8    | Reynir Jonsson     | Valur Reykjavík |
| 5.   | 7    | Hermann Gunnarsson | Valur Reykjavík |